# Prymnesiales
A Prymnesiales a Haptista Haptophytina csoportja Prymnesiophyceae rendjének kládja.

## Történet
Papenfuss írta le a kládot 1955-ben, Edvardsen és Eikrem 2000-ben módosították leírását. Korábban a Braarudosphaera bigelowii is a Prymnesiales faja volt Chrysochromulina parkeae néven, de 2013-ban Hagino  et al. igazolták, hogy a B. bigelowii és a C. parkeae azonos fajok.
2013-ban Bendif  et al. a Prymnesialesbe helyezték át a Dicrateria nemzetséget, és a korábbi Imantonia rotundát e nemzetségbe helyezték át.
Adl  et al. 2019-es rendszertanában a Prymnesiophyceae rend tagjaként szerepelt.

## Genetika
A Chrysochromulina tobin a Prymnesiales első és a Haptophytina második szekvenált magi genomú faja, és többek közt xantorodopszinokat termel. Két ribulóz-biszfoszfát-karboxiláz/oxigenáz-aktiváza van, az egyiket a magi, a másikat a kloroplasztiszgenom kódolja.

## Élőhely
Fotoszintetikus kládként elsősorban a felszíni vizekben (10–200 m) gyakori.

## Ökológia
A Chrysochromulina 18S rRNS-e az UCYN-A1 cianobaktérium-klád gazdájáéhoz hasonló, és Robicheau  et al. 2023-ban csak e nemzetséget mutatták ki a Bedford-medence területén. Ez alapján feltételezték, hogy az UCYN-A1-gyel szimbiózisban élhet.
2008-ban sikeresen versengtek populációi a páncélos ostorosokkal, hozzájárulva azok kisebb mennyiségéhez.
A tiamin bomlástermékeit, például az N-formil-4-amino-5-aminometil-2-metilpirimidint (FAMP) hasznosíthatja a tiamin helyett.
Több fő óriásvírus fertőzi, például a Chrysochromulinát a CpV-BQ1, a Haptolinát a CeV-01B, a HeV RF02 stb. Ezek dsDNS-vírusok. Ezek közül a CeV-01B genomja 473 558 bp hosszú, GC-tartalma 25%, és többek közt DNS-polimeráz B-t, MutS7-et és egy aszparagin-szintetázt kódol, utóbbiak a Megaviridae jellemző enzimjei.

## Jelentőség

### Virágzások
Egyes fajai – például a Prymnesium (például Prymnesium parvum, Prymnesium polylepis) és Chrysochromulina nemzetségekben – többek közt halakat mérgező primnezineket termelnek stressz esetén, ezek mennyisége ichtiotoxikus egységekben (ITU) mérhető. Napfénynek való kitettség csökkenti a primnezintermelést. A Prymnesium spp. okozta halhalál gyakran jelentős: a P. parvum-virágzások 1980–2008 közt 12 978 308 dollár gazdasági kárt okoztak, míg a P. polylepis 1988 tavaszán Norvégia közelében 9 000 000 dollár kárt okozott.

### Zsírsavszintézis
A Chrysochromulina tobinii sok 14–22 szénatomos telített és telítetlen zsírsavat tartalmaz lipidtesteiben, ezeket világos-sötét ciklusában energiatárolásra használja.